# ملتفت
ملتفت نام یک گروه هنری فعال در حوضه موسیقی رپ و هیپ‌هاپ در ایران می‌باشد. گروه ملتفت در سال ۱۳۸۹ توسط هیچ‌کس، مهدیار آقاجانی، فدائی، ریویل و قاف تأسیس شد. در سال‌های بعد شاپور نیز به این گروه اضافه شد. و هیچ‌کس و ریویل از این گروه جدا شدند. پس از خروج هیچ‌کس، فدائی مدیریت این گروه موسیقی را به عهده دارد.

## فعالیت‌ها
فعالیت‌های این گروه موسیقی در سال‌های اخیر عموماً سیاسی می‌باشد. در سال‌های گذشته گروه ملتفت دارای اعضای متعددی در ایران و خارج از ایران بوده است.

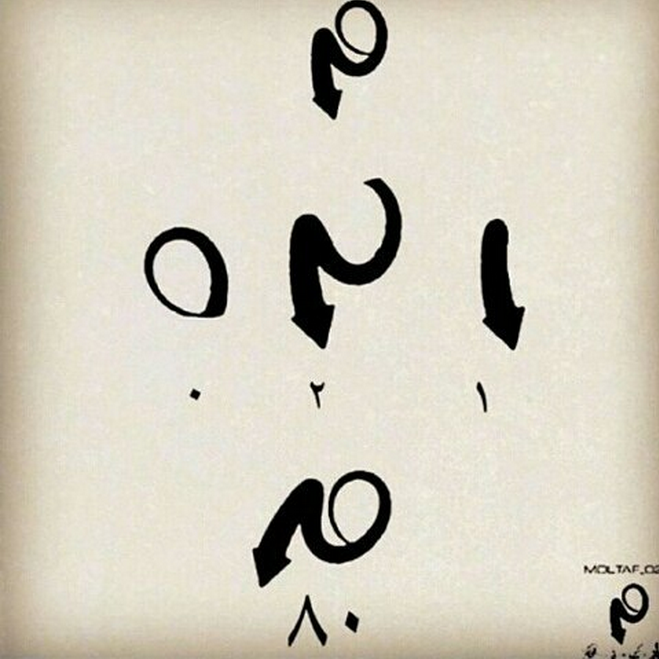
تحلیل لوگو گروه ملتفت که در آن می‌توانید، اعداد ۰۲۱ که به پیش‌شماره تهران و ۸۰ که به دهه شروع فعالیت این گروه و نیز آهنگ «۸۰» اشاره دارند را ببینید.

گروه موسیقی ملتفت درگیری‌های طولانی مدتی با دیگر گروه‌های موسیقی و رپرهای مختلف دارد. درگیری‌های این گروه با گروه موسیقی زدبازی و حصین چندین سال است که ادامه داشته و دیس ترک‌های زیادی بین این دو رد‌و‌بدل شده است.